# Premi Lega Serie A
I Premi Lega Serie A sono dei riconoscimenti calcistici individuali assegnati dalla Lega Nazionale Professionisti Serie A (LNPA) ai migliori giocatori della stagione, considerando il rendimento nelle gare di Serie A, Coppa Italia e Supercoppa italiana. L'edizione inaugurale si è svolta nella stagione 2018-2019. L'attaccante portoghese Cristiano Ronaldo inaugura il premio al miglior giocatore della stagione, vincendo la prima edizione.

## Metodo di valutazione
Le classifiche per ogni categoria sono state stilate secondo criteri oggettivi grazie ad una ponderazione elaborata da Ernst & Young sulla base delle rilevazioni statistiche di Stats e Opta (sistema brevettato nel 2010 con K-Sport), con l’ausilio dei dati di tracking registrati da Netco Sports. Le performance statistiche forniscono un indice su base 100 sommando il dato di Stats a quello di Opta ponderato per via della differente scala di valutazione. Le performance caratteristiche restituiscono un ranking da 1 a 10 identificando le peculiarità di ogni ruolo. La ponderazione dei due valori genera quindi un indice sportivo complessivo per ruolo, considerando tutti i match giocati nelle tre competizioni organizzate dalla Lega Serie A.

## Trofeo

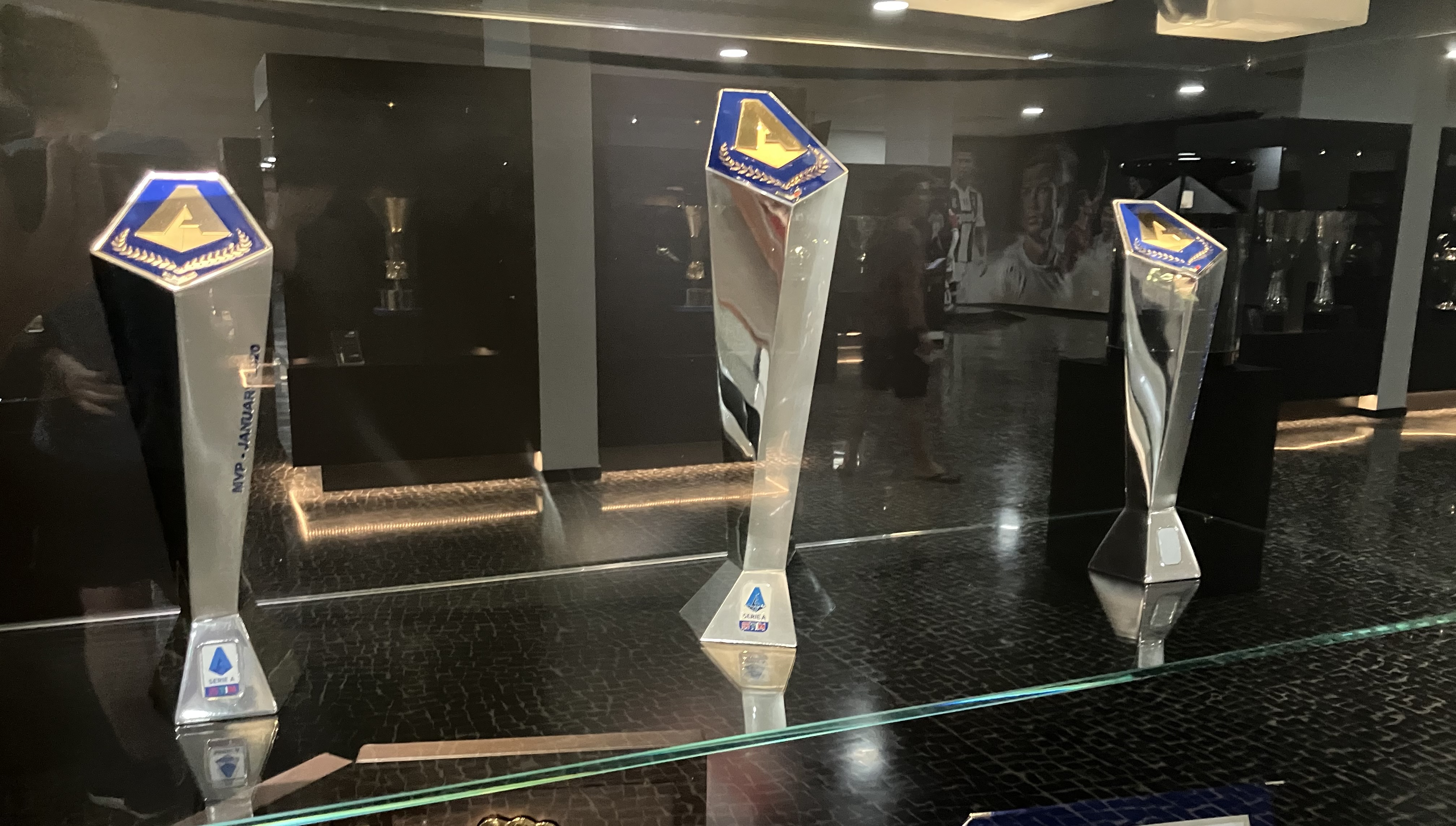
Il trofeo MVP della Serie A (al centro) e i due premi Player of the Month (ai lati) vinti dal portoghese Cristiano Ronaldo.

Il riconoscimento, identico per ogni categoria, consiste in trofeo a forma di parallelepipedo a 5 facce, con sezione alla base ridotta rispetto alla cima e con un profilo ricordante la forma di un diamante, a richiamare anche il logo della Lega Serie A a partire dalla stagione 2019-2020. Il trofeo è stato ideato dalla Ragù Communications, creatrice anche del logo della Lega, e realizzato da Iaco Group, ditta avellinese che già forgia tutte le coppe delle competizioni organizzate dalla Lega Serie A e della Lega Pro, ma anche alcuni trofei delle competizioni UEFA come l'Europeo, la Nations League, l'Europeo Under-21 e la Panchina d'oro.
Inoltre, i giocatori vincitori dei premi nelle varie categorie avevano inizialmente la facoltà di apporre sulla propria maglia della stagione successiva – se ancora militanti in Serie A – un fregio ufficiale celebrativo, anch'esso di forma poligonale a 5 facce, inizialmente blu e poi nel 2021 in versione dorata; tuttavia tale facoltà si è presto scontrata sia con le politiche societarie dei club sia con le preferenze personali dei calciatori, tanto da essere abolita a partire dalla stagione 2022-2023.

## Riconoscimenti

### Miglior Under 23[1]
| Stagione  | Giocatore        | Squadra    |
| --------- | ---------------- | ---------- |
| 2018-2019 | Nicolò Zaniolo   | Roma       |
| 2019-2020 | Dejan Kulusevski | Parma      |
| 2020-2021 | Dušan Vlahović   | Fiorentina |
| 2021-2022 | Victor Osimhen   | Napoli     |
| 2022-2023 | Nicolò Fagioli   | Juventus   |
| 2023-2024 | Joshua Zirkzee   | Bologna    |
| 2024-2025 | Nico Paz         | Como       |

### Miglior portiere
| Stagione  | Giocatore            | Squadra  |
| --------- | -------------------- | -------- |
| 2018-2019 | Samir Handanovič     | Inter    |
| 2019-2020 | Wojciech Szczęsny    | Juventus |
| 2020-2021 | Gianluigi Donnarumma | Milan    |
| 2021-2022 | Mike Maignan         | Milan    |
| 2022-2023 | Ivan Provedel        | Lazio    |
| 2023-2024 | Michele Di Gregorio  | Monza    |
| 2024-2025 | Mile Svilar          | Roma     |

### Miglior difensore
| Stagione  | Giocatore          | Squadra  |
| --------- | ------------------ | -------- |
| 2018-2019 | Kalidou Koulibaly  | Napoli   |
| 2019-2020 | Stefan de Vrij     | Inter    |
| 2020-2021 | Cristian Romero    | Atalanta |
| 2021-2022 | Gleison Bremer     | Torino   |
| 2022-2023 | Kim Min-jae        | Napoli   |
| 2023-2024 | Alessandro Bastoni | Inter    |
| 2024-2025 | Alessandro Bastoni | Inter    |

### Miglior centrocampista
| Stagione  | Giocatore               | Squadra  |
| --------- | ----------------------- | -------- |
| 2018-2019 | Sergej Milinković-Savić | Lazio    |
| 2019-2020 | Alejandro Gómez         | Atalanta |
| 2020-2021 | Nicolò Barella          | Inter    |
| 2021-2022 | Marcelo Brozović        | Inter    |
| 2022-2023 | Nicolò Barella          | Inter    |
| 2023-2024 | Hakan Çalhanoğlu        | Inter    |
| 2024-2025 | Tijjani Reijnders       | Milan    |

### Miglior attaccante
| Stagione  | Giocatore          | Squadra   |
| --------- | ------------------ | --------- |
| 2018-2019 | Fabio Quagliarella | Sampdoria |
| 2019-2020 | Ciro Immobile      | Lazio     |
| 2020-2021 | Cristiano Ronaldo  | Juventus  |
| 2021-2022 | Ciro Immobile      | Lazio     |
| 2022-2023 | Victor Osimhen     | Napoli    |
| 2023-2024 | Dušan Vlahović     | Juventus  |
| 2024-2025 | Mateo Retegui      | Atalanta  |

### MVP - Migliore in assoluto
| Stagione  | Giocatore              | Squadra  |
| --------- | ---------------------- | -------- |
| 2018-2019 | Cristiano Ronaldo      | Juventus |
| 2019-2020 | Paulo Dybala           | Juventus |
| 2020-2021 | Romelu Lukaku          | Inter    |
| 2021-2022 | Rafael Leão            | Milan    |
| 2022-2023 | Khvicha K'varatskhelia | Napoli   |
| 2023-2024 | Lautaro Martínez       | Inter    |
| 2024-2025 | Scott McTominay        | Napoli   |

### MVF - Miglior terreno di gioco
A partire dalla stagione 2021-2022 viene istituito il premio Most Valuable Field, attribuito al miglior terreno di gioco tra tutti quelli utilizzati durante la stagione dalle squadre iscritte al campionato.
| Stagione  | Terreno di gioco               | Squadra  |
| --------- | ------------------------------ | -------- |
| 2021-2022 | Stadio Friuli                  | Udinese  |
| 2022-2023 | Stadio Atleti Azzurri d'Italia | Atalanta |
| 2023-2024 | Juventus Stadium               | Juventus |
| 2024-2025 | Stadio Brianteo                | Monza    |

### MVC - Miglior allenatore
A partire dalla stagione 2021-2022 viene istituito il premio Most Valuable Coach, attribuito al miglior allenatore del campionato.
| Stagione  | Allenatore        | Squadra |
| --------- | ----------------- | ------- |
| 2021-2022 | Stefano Pioli     | Milan   |
| 2022-2023 | Luciano Spalletti | Napoli  |
| 2023-2024 | Simone Inzaghi    | Inter   |
| 2024-2025 | Antonio Conte     | Napoli  |

### Miglior gesto difair play
A partire dalla stagione 2023-2024 viene istituito il premio Fair Play Moment Of The Season, attribuito all'episodio che maggiormente ha rappresentato i valori di amicizia, sportività e lealtà.
| Stagione  | Vincitore           | Squadra |
| --------- | ------------------- | ------- |
| 2023-2024 | Alessandro Florenzi | Milan   |
| 2024-2025 | Claudio Ranieri     | Roma    |

### Frecciarossa Speed Award
A partire dalla stagione 2024-2025 viene istituito il premio Frecciarossa Speed Award, attribuito al calciatore che ha fatto registrare la media dei picchi di velocità più elevata nel corso delle partite del campionato.
| Stagione  | Giocatore          | Squadra |
| --------- | ------------------ | ------- |
| 2024-2025 | Jackson Tchatchoua | Verona  |

## Classifica per squadra
In questa tabella sono riassunti tutti i premi vinti dalla stagione 2018-2019 in cui i premi sono stati istituiti. Nella stagione 2021-2022 vengono istituiti i premi relativi al miglior terreno di gioco e al miglior allenatore, mentre nella stagione 2023-2024 viene istituito il premio relativo al miglior gesto di fair play, infine nella stagione 2024-2025 viene istituito il premio relativo al calciatore con i maggiori picchi di velocità in media.
Dati aggiornati alla stagione 2024-2025.
| Squadra    | Miglior Under 23 | Miglior Portiere | Miglior Difensore | Miglior Centrocampista | Miglior Attaccante | MVP | MVF | MVC | Miglior gesto di fair play | Frecciarossa Speed Award | Totale |
| ---------- | ---------------- | ---------------- | ----------------- | ---------------------- | ------------------ | --- | --- | --- | -------------------------- | ------------------------ | ------ |
| Inter      | -                | 1                | 3                 | 4                      | -                  | 2   | -   | 1   | -                          | -                        | 11     |
| Napoli     | 1                | -                | 2                 | -                      | 1                  | 2   | -   | 2   | -                          | -                        | 8      |
| Juventus   | 1                | 1                | -                 | -                      | 2                  | 2   | 1   | -   | -                          | -                        | 7      |
| Milan      | -                | 2                | -                 | 1                      | -                  | 1   | -   | 1   | 1                          | -                        | 6      |
| Atalanta   | -                | -                | 1                 | 1                      | 1                  | -   | 1   | -   | -                          | -                        | 4      |
| Lazio      | -                | 1                | -                 | 1                      | 2                  | -   | -   | -   | -                          | -                        | 4      |
| Roma       | 1                | 1                | -                 | -                      | -                  | -   | -   | -   | 1                          | -                        | 3      |
| Monza      | -                | 1                | -                 | -                      | -                  | -   | 1   | -   | -                          | -                        | 2      |
| Bologna    | 1                | -                | -                 | -                      | -                  | -   | -   | -   | -                          | -                        | 1      |
| Como       | 1                | -                | -                 | -                      | -                  | -   | -   | -   | -                          | -                        | 1      |
| Fiorentina | 1                | -                | -                 | -                      | -                  | -   | -   | -   | -                          | -                        | 1      |
| Parma      | 1                | -                | -                 | -                      | -                  | -   | -   | -   | -                          | -                        | 1      |
| Sampdoria  | -                | -                | -                 | -                      | 1                  | -   | -   | -   | -                          | -                        | 1      |
| Torino     | -                | -                | 1                 | -                      | -                  | -   | -   | -   | -                          | -                        | 1      |
| Udinese    | -                | -                | -                 | -                      | -                  | -   | 1   | -   | -                          | -                        | 1      |
| Verona     | -                | -                | -                 | -                      | -                  | -   | -   | -   | -                          | 1                        | 1      |

## Plurivincitori
Di seguito, i calciatori che hanno vinto un premio più di una volta.
In grassetto i giocatori che attualmente militano in Serie A.
- Nicolò Barella: 2 (Miglior centrocampista 2020-2021, 2022-2023)
- Alessandro Bastoni: 2 (Miglior difensore 2023-2024, 2024-2025)
- Ciro Immobile: 2 (Miglior attaccante 2019-2020, 2021-2022)
- Victor Osimhen: 2 (Miglior Under 23 2021-2022, Miglior attaccante 2022-2023)
- Cristiano Ronaldo: 2 (MVP - Migliore in assoluto 2018-2019, Miglior attaccante 2020-2021)
- Dušan Vlahović: 2 (Miglior Under 23 2020-2021, Miglior attaccante 2023-2024)